# Ц
Ц (onderkast ц) is een letter van het cyrillische alfabet die wordt gebruikt in de spelling van onder meer het Russisch, Servisch en Bulgaars. De letter staat voor de klank [t͡s] (stemloze alveolaire affricaat). Deze letter kan verward worden met de Џ.

## Weergave

### Unicode
De Ц en ц zijn in 1993 toegevoegd aan de Unicode 1.0 karakterset.
In Unicode vindt men Ц onder het codepunt U+0426 (hex) en ц onder U+0446.

### HTML
In HTML kan men voor Ц de code &TScy; gebruiken, en voor ц &tscy;.